# Oak Park (Illinois)
Oak Park je vesnice přiléhající k západní části Chicaga, v okrese Cook ve státě Illinois, USA. Díky veřejné dopravě, jako jsou modrá a zelená trasa chicagského metra, autobusy CTA a vlaky společnosti Metra, má dobrý přístup k centru Chicaga (Chicago Loop). Je 24. nejlidnatější obcí v Illinois, sčítání lidu v roce 2000 ukázalo, že má 52 524 obyvatel. Podle sčítání lidu v roce 2010 obyvatelstvo pokleslo o 1,2 % na 51 878 osob.
První osídlení lze vysledovat do roku 1837, kdy koupil Joseph Kettlestrings 172 akrů půdy západně od Chicaga. V roce 1850 proťala území dnešní Oak Park trať železniční společnosti Galena & Chicago Union Railroad, která dosáhla až k městu Elgin. V 50. letech 19. století patřilo území dnešního Oak Park k Ciceru, novému předměstí Chicaga. V 70. letech zažilo rozmach, neboť se v Ciceru usazovali obyvatelé Chicaga, kteří opustili město po Velkém požáru v Chicagu v roce 1871.
Vesnice Oak Park formálně vznikla v roce 1902, kdy se v referendu odštěpila od Cicera.

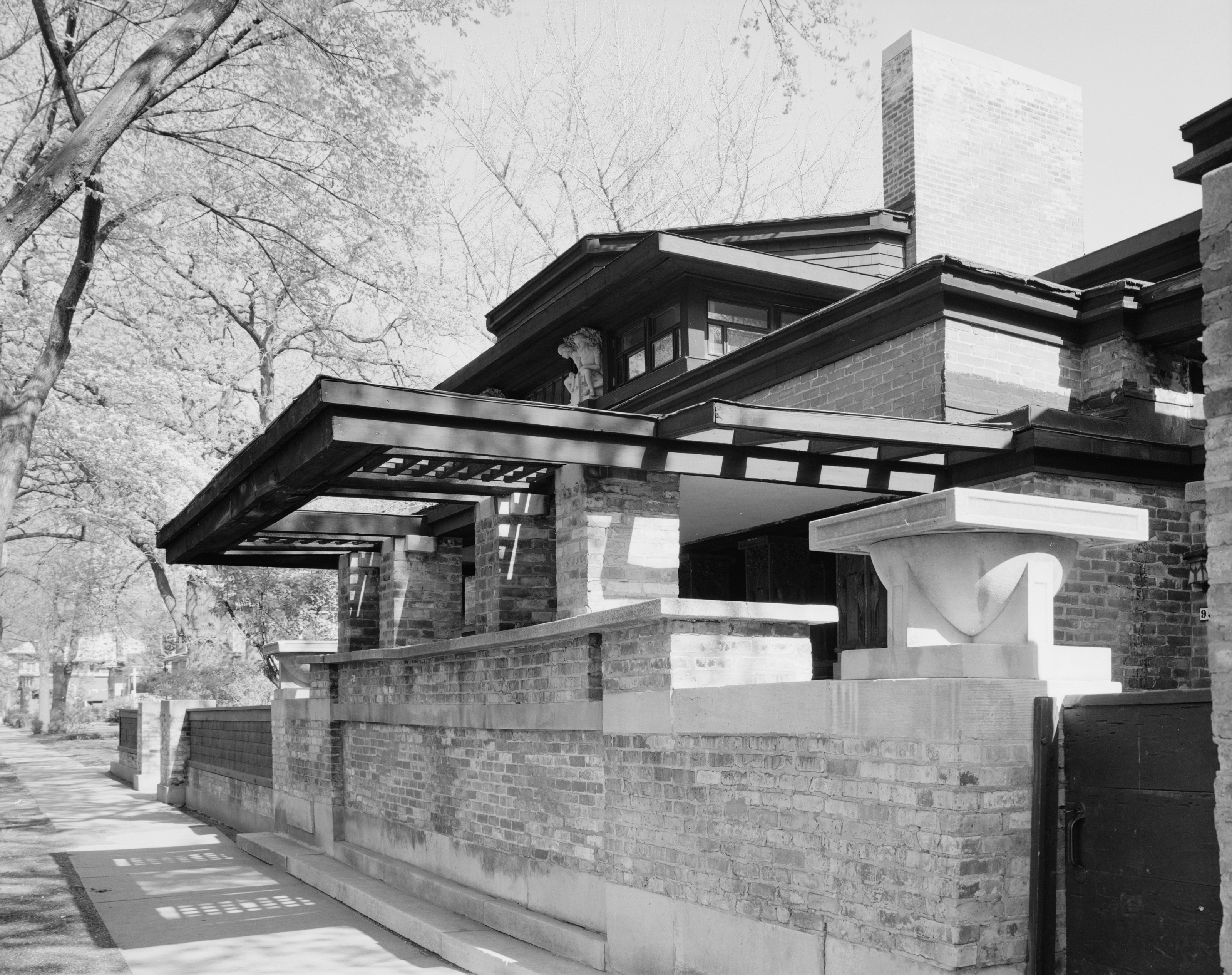
Wrightův dům v Oak Parku.

Zájemci o architekturu mohou v Oak Parku ocenit množství budov od architekta Franka Lloyda Wrighta, největší sbírku jím navržených obytných domů na světě. K dalším pamětihodnostem patří rodný dům Ernesta Hemingwaye a dům jeho dětství, dnes Muzeum Ernesta Hemigwaye, a tři domy Edgara Ricea Burroughse, autora Tarzana.